# Relazioni bilaterali tra Repubblica di Venezia e Safavidi

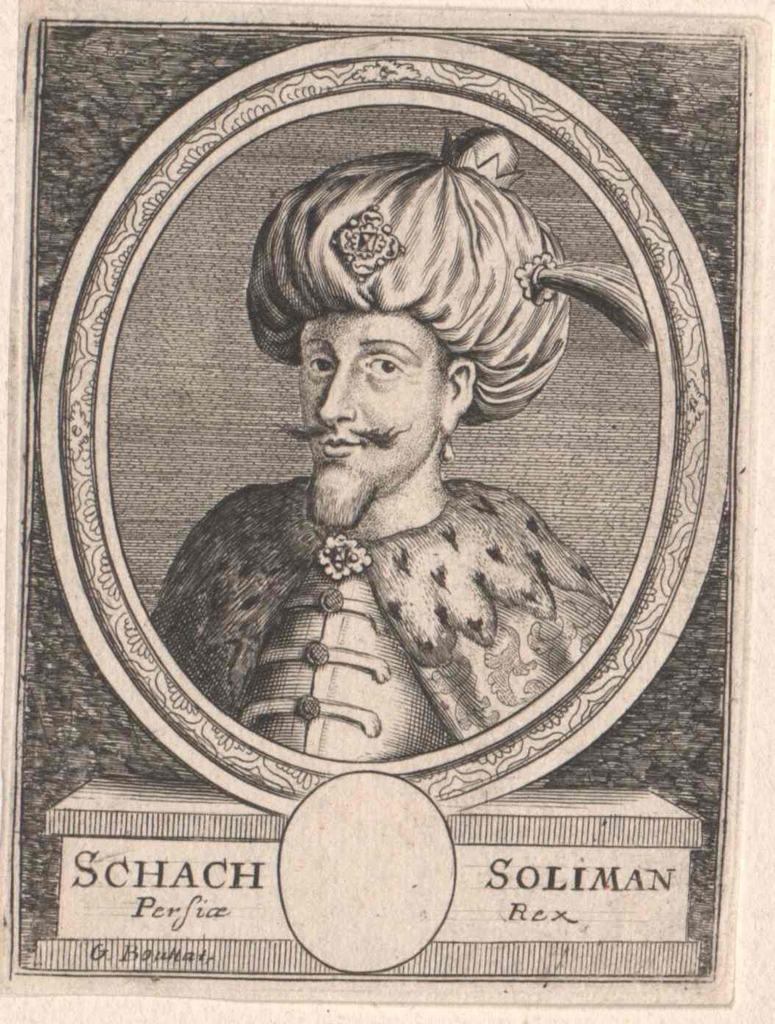
Solimano I.

Le relazioni safavidi-veneziane fanno riferimento ai rapporti diplomatici ed economici tra la Repubblica di Venezia e la Persia safavide.

## Sfondo
La creazione di un forte stato safavide attirò l'attenzione di numerosi stati europei, in particolare Venezia, che si trovava periodicamente in guerra contro l'Impero ottomano. L'attiva politica estera di Shah Ismail I suscitò speranze negli ambienti diplomatici europei che lo stato safavide potesse diventare un alleato degli stati europei nel conflitto politico-militare con l'Impero ottomano.
La Repubblica di Venezia, che era in guerra con lo stato ottomano, valutava, come un’opportunità storica, la comparsa di un nuovo e più forte stato safavide al posto del suo tradizionale alleato, lo stato Ak Koyunlu. Poiché Francia e Spagna iniziarono una lunga guerra per conquistare l'Italia, non riuscendo a ottenere l'aiuto necessario dagli stati italiani, Venezia fu costretta da sola a intraprendere una guerra contro lo stato ottomano (1499-1502). In ragione di ciò il governo veneziano decise da un lato di approfittare del malcontento esistente contro gli ottomani nell'eyalet di Karaman e, dall'altro, di considerare la possibilità di coinvolgere i safavidi nella guerra contro gli ottomani.

## Storia

### XVI secolo
Le relazioni diplomatiche tra questi due stati si formarono sin dalla fondazione dello Stato safavide. Alla radice di tali rapporti c'erano i legami che si stabilirono durante lo stato Ak Koyunlu. La Repubblica di Venezia sperava di ottenere il sostegno di uno stato con una solida forza terrestre attraverso le relazioni bilaterali, mentre i safavidi volevano ottenere armi da fuoco da Venezia. Inoltre, nelle frequenti guerre con gli ottomani, Venezia poteva creare una situazione rischiosa sulla costa della penisola anatolica a favore dei Safavidi.
I tentativi di stabilire un'alleanza anti-ottomana furono il principale argomento di discussione nelle relazioni safavidi-veneziane dalla fine del XVII secolo. Tuttavia sussistevano altre questioni. Nel corso del tempo crebbe il commercio safavide-veneziano (le principali merci commerciali erano il vetro, la seta e altri articoli preziosi). Secondo le fonti le storiche, entrambi gli stati chiedevano spesso all'altro di proteggere i propri mercanti. Inoltre, dalla metà del XVII secolo, il Senato veneziano scriveva lettere di referenze all'Impero safavide per conto degli armeni cattolici e di altri missionari.

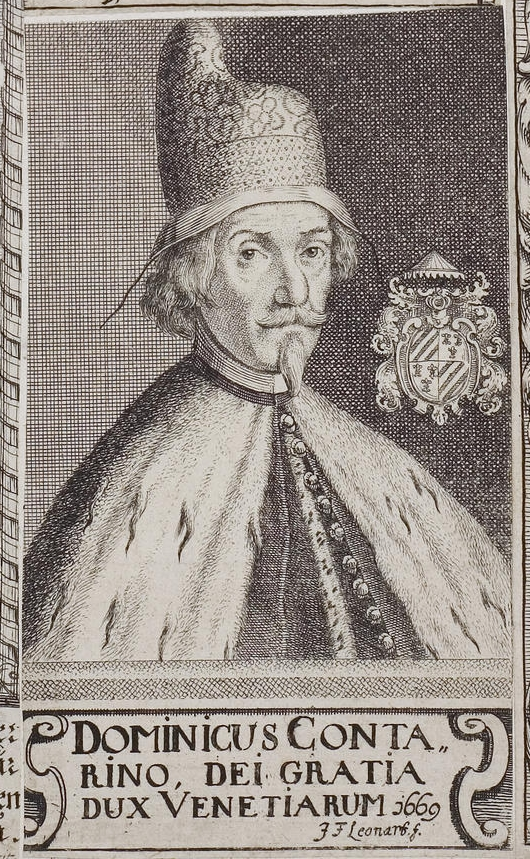
Il doge Domenico II Contarini.

Lo storico Marin Sanudo menzionava il nome di Shah Ismail I nel suo diario già nel 1501. Nel 1502 Venezia affidò al greco Costantino Laskaris di Costantinopoli il compito di raccogliere informazioni sul nuovo sovrano del paese. Avendo vissuto per molti anni a Costantinopoli e Cipro, Costantino, che conosceva bene il mondo orientale, fu inviato a Karaman e nel campo militare dei Safavidi. Dopo esservi tornato da un viaggio fornì al governo veneziano un ampio rapporto della sua visita. Venezia fu quindi il primo contatto diplomatico dello stato safavide con l'Europa occidentale.
Laskaris non poté incontrare Shah Ismail, ma conobbe i loro alleati, i Karamanidi, e convinse Venezia della sua disponibilità di sostegno nella lotta contro il nemico comune, gli ottomani. Nel 1502, la fine della guerra ottomano-veneziana e la ratifica del trattato di pace firmato da entrambi gli stati eliminò l'interesse di Venezia di sottoscrivere un'alleanza militare con i Safavidi. Di conseguenza, questo primo contatto diplomatico tra i Safavidi e la Repubblica di Venezia non portò entrambe le parti a lanciare simultaneamente operazioni militari contro l'Impero ottomano.
L'obiettivo principale dell'Impero safavide era l'acquisizione di armi da fuoco dall'Occidente e di espandere le relazioni pacifiche con gli stati europei. Per tale ragione risultava necessario recarsi sulla costa del Mar Mediterraneo e la condizione per raggiungerla era la conquista di Karaman dagli ottomani o della Siria dai mamelucchi. Secondo lo storico Ismail Haqqi Uzuncharshili, non solo l'Impero ottomano, ma anche lo stato mamelucco era l'obiettivo dei negoziati dello scià safavide Ismail con gli stati occidentali.

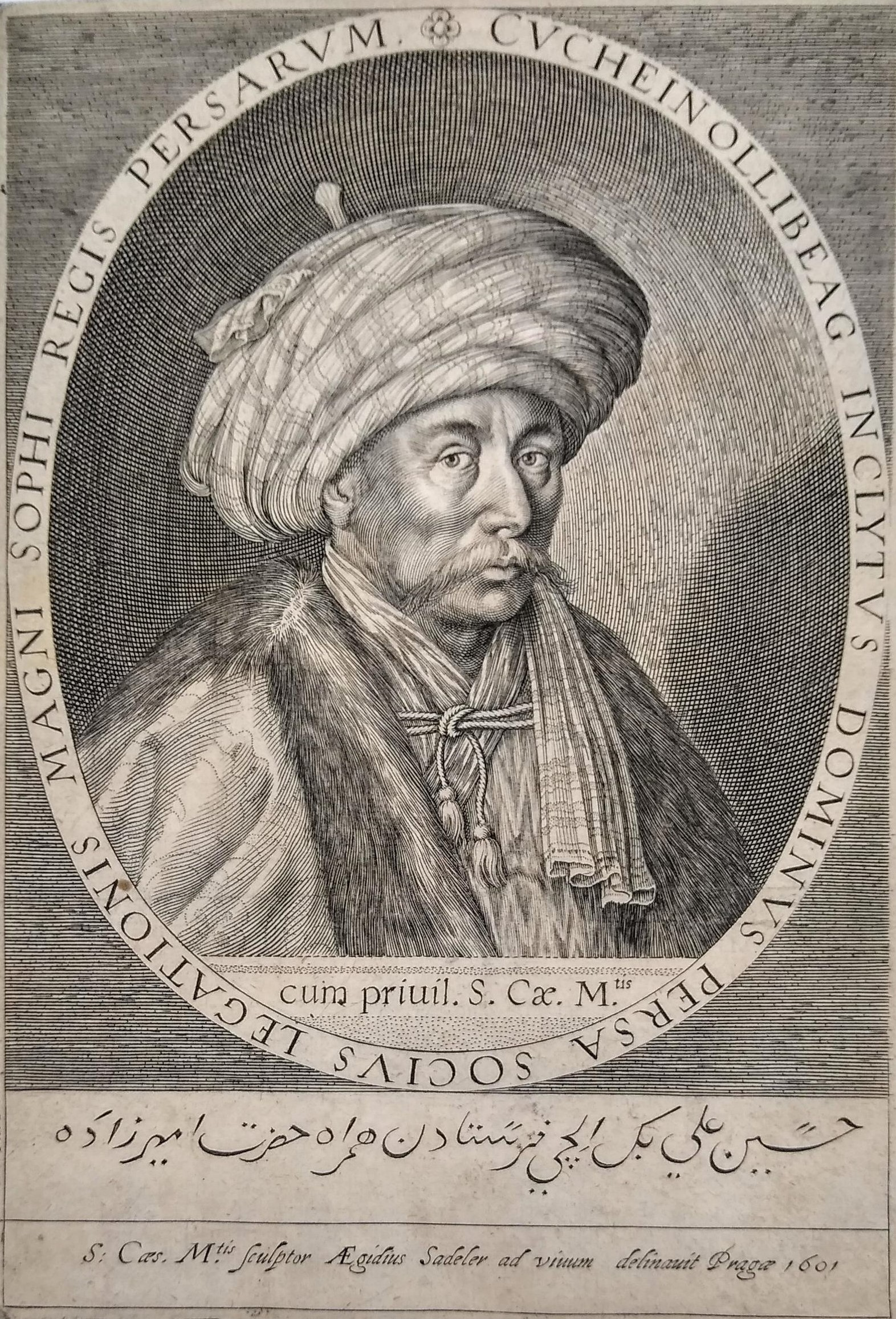
L'inviato safavide Hossein Ali Beg Bayat nel Palazzo degli Asburgo a Praga.

Nel 1505, un altro inviato di Karaman che consegnò la lettera dello scià al doge, visitò il console veneziano a Damasco e inviò una copia della lettera a Venezia. Il messaggio venne recapitato alla città di Venezia l'anno successivo. Nel 1508, a Nauplia, il governatore veneziano della città greca, ricevette la visita di un ambasciatore dei Safavidi vestito da derviscio. I primi ambasciatori safavidi arrivarono a Venezia nel marzo e maggio 1509. Tuttavia arrivò solo pochi mesi prima della catastrofica sconfitta dei veneziani ad Agnadello durante la guerra della Lega di Cambrai. Di conseguenza, l'ambasciatore ricevette dalla Repubblica un'espressione di vicinanza e buona volontà nei confronti dello scià, ma nessun sostegno militare. Nel 1510 i Mamelucchi catturarono in Siria, nei pressi di Aleppo, Nicolò Suror, l'ambasciatore che tornava a Venezia con una lettera dell'Impero Safavide. Furono infatti diversi i rappresentanti catturati nel Levante. Tutti questi contatti, così come altri avvenuti durante il regno di Shah Ismail, avevano una caratteristica comune: il desiderio o la speranza di creare un'alleanza militare in chiave anti-ottomana. Il desiderio di stabilire un'alleanza contro gli ottomani, che era l'obiettivo principale, non fu però realizzato. Assieme alla sconfitta di Shah Ismayil nella battaglia di Cialdiran, anche la politica di Venezia contro gli ottomani giocò un ruolo importante. Durante questo periodo Venezia attuò una politica di pacificazione nei confronti degli ottomani che non volle violare, e strinse un'alleanza con il suo nemico.
Il luogotenente di Venezia a Cipro, Gian Paolo Gradenigo, scriveva al suo governo da Nicosia il 29 aprile 1515:
(Gian Paolo Gradenigo, luogotenente di Cipro, 29 aprile 1515)
Un altro documento del 1518 affermava che:
(Gian Paolo Gradenigo, 1518)
Durante la guerra veneziano-ottomana (1537-1570), le relazioni veneziano-safavidi migliorarono. Le prime lettere safavidi, di cui si ha conoscenza, spedite a una potenza europea furono indirizzate nel 1540 al doge di Venezia Pietro Lando. In risposta, il doge e il Maggior Consiglio di Venezia incaricarono Michele Membré di fare visita alla corte safavide. Nel 1540, questi si recò nell'accampamento di Tahmasp a Marand, vicino a Tabriz. La missione di Membré durò tre anni, durante i quali scrisse la Relazione di Persia, una delle poche fonti europee che descrivono la corte di Tahmasp.
Nel 1570, Vincenzo degli Alessandri e il mercante safavide Haji Ali Tabrizi furono inviati a Qazvin. Nessuno di loro poté fornire assistenza militare ai Safavidi. A sua volta, l'Impero safavide, che fu attaccato dall'Impero ottomano nel 1578, si rivolse a Venezia per chiedere aiuto. Il mercante Haji Muhammad fu inviato a Venezia come emissario di Shah Mohammad Khodabanda, informò il doge e il Senato che l'Impero safavide era di nuovo in guerra con l'Impero ottomano e chiese il "sostegno morale" alla Repubblica di Venezia. Sebbene Haji Muhammad fosse stato accolto calorosamente da Venezia e salutato con parole gentili, non ottenne di fatto alcun successo. Venezia aveva infatti sottoscritto un trattato di pace con l'Impero ottomano suggellato da un ahidnâme emesso dal Selim II nel 1573 e non voleva iniziare una nuova guerra. Un altro emissario safavide fu inviato a Venezia nel 1600 da Shah Abbas I. L'inviato questa volta era un commerciante di nome Asad Bey.

### XVII secolo
L'emissario fu seguito nel 1602 dal veneziano Angelo Gradenigo e nel 1603 da Fathi Bey e Muhammad Amin Bey. Successivamente, nel 1609-1610, anche Haji Kirakos e Haji Safar parteciparono ai negoziati come ambasciatori. Questo ruolo fu ricoperto nel 1613 da Aladdin Muhammad e Haji Shahsever. Questi ambasciatori tornarono a Venezia nel 1602 insieme ad altri mercanti che erano appellati gerekyarakan-e hasse-ye sherife (fornitori della casa reale). I rapporti tra il re safavide Abbas I e la famiglia Sagredo di Venezia iniziarono nel 1608. In quell'anno Abbas I nominò Giovanni Francesco Sagredo (zio di Alvise Sagredo), console veneziano ad Aleppo, come emissario safavide in Siria. Tre anni dopo, nel 1611, lo scià nominò Giovanni Francesco come suo console principale nella città di Venezia e nell'intera provincia di Venezia. Probabilmente nel 1626, Alvise Sagredo, che prestò servizio come viceconsole sotto lo zio, scrisse a Shah Abbas I sulla possibilità di inviare il suo emissario Alvise Parente ai Safavidi per commerciare. Lo scià rispose invitando personalmente Alvise a venire nel paese nel 1627 e ad impegnarsi nel libero scambio. Il Senato autorizzò la visita di Sagredo nel 1629, ed egli lasciò Venezia quello stesso anno, ignaro che Shah Abbas I fosse nel frattempo morto. Alla fine, però, ritornò a Venezia quando scoprì che la strada verso la Persia era bloccata dalla campagna militare di Husrev Pascià (1630). L'ambizioso piano di Sagredo di riportare il commercio della seta a Venezia via terra e, forse, di stabilire una fabbrica commerciale veneziana in Persia rimase incompiuto.

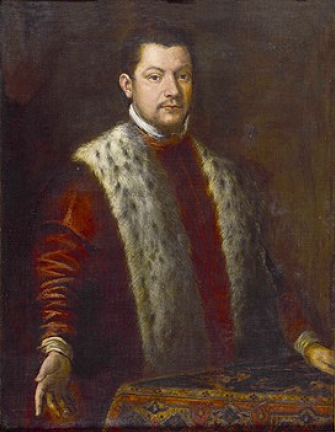
Giovanni Francesco Sagredo.

Nel 1634, un emissario di nome Ali Bali fu inviato a Venezia per informare l'ascesa al trono safavide di Safi I. Questo emissario fu l'ultimo ambasciatore musulmano della corte safavide a Venezia. Con lo scoppio della guerra di Candia nel 1645, che durò fino al 1669, Venezia avviò un’“offensiva diplomatica” per trovare alleati contro gli ottomani. Giovanni Tiepolo fu inviato in missione dalla Repubblica presso il re di Polonia. Al suo ritorno, l'anno successivo, Giovanni arrivò a Venezia con un emissario polacco a cui era stato assegnato l'incarico di consegnare una lettera del suo re allo scià safavide. L'inviato polacco Jerzy Ilicz fu inviato nel palazzo safavide insieme al sacerdote domenicano Antonio da Fiandra. Nel 1646 il governo veneziano inviò al re un altro emissario di nome Domenico de Santis che seguì la strada per Aleppo. Tornò nel 1651, dopo un viaggio tortuoso che lo portò da Esfahan a Tarku (dove gli fu negato il permesso di attraversare il territorio russo).
Nel novembre 1647 fu la volta di un padre cattolico, Ferdinando Gioverida, che partì per partire da Venezia come inviato sia del Papa che della Repubblica. Il 28 marzo 1650 si presentò al Collegio.
Le tre ambasciate non avevano portato soltanto sincere dichiarazioni di amicizia da parte dello Scià. La parte safavide non rilasciò una chiara dichiarazione su un'alleanza esplicita. Di conseguenza, ulteriori negoziazioni tra Venezia e l'Impero safavide furono condotti dai missionari e dal clero cattolico.
Nel 1661 fu inviata una lettera indirizzata allo scià da un emissario anonimo che chiedeva al sovrano di entrare in guerra contro l'Impero ottomano. Nel 1662 fu inviato il vardapet armeno Arak'el che non presentava alcuna proposta ufficiale di alleanza. Tuttavia la proposta di alleanza potrebbe essere stata trasmessa oralmente. Nel 1663 fu utilizzato il sacerdote domenicano Antonio Tani ma i senatori non ritennero opportuno mettere per iscritto l'esortazione allo scià a riprendere la guerra.
Nel 1669, l'arcivescovo Mateos Avanik fu inviato nell'Impero safavide e nel 1673 uno dei sacerdoti domenicani armeni arrivò a Venezia con una lettera del re e di Mateos. Quest'ultimo chiese all'imperatore safavide Soleyman I di attaccare gli ottomani, ma la notizia della caduta di Candia arrivò con gran disappunto del sovrano safavide. Due domenicani ricevettero una lettera di risposta allo scià. Secondo Berchet, questa fu l'ultima missione diplomatica safavide a Venezia. Negli anni successivi, soprattutto durante la Guerra della Lega Santa, ulteriori lettere furono inviate ai Safavidi, consegnate da un emissario sconosciuto nel 1695 e da due inviati papali, Pietro Paolo Pignatelli nel 1697 e Felice Maria da Sellano nel 1699. Solo la prima di queste lettere richiamava lo scià alla guerra, le altre due confermavano semplicemente l'atteggiamento favorevole di Venezia nei suoi confronti.

### XVIII secolo
Nella seconda guerra di Morea, che fu l'ultima guerra ottomano-veneziana, non fu offerta alcuna alleanza ai Safavidi.

## Conclusione
Secondo Rota la storia delle prime relazioni diplomatiche tra la Persia safavide e la Repubblica Venezia può essere divisa in due fasi.
Nella prima fase, corrispondente al XVI secolo, le relazioni erano prettamente politiche e strategiche: ciascuno dei due stati vedeva ancora nell'altro un possibile alleato contro gli ottomani, anche se di fatto non si verificarono mai contemporaneamente le condizioni favorevoli a un'alleanza in guerra contro il loro nemico comune.
Nella seconda fase, ovvero nel XVII secolo, i contatti furono maggiormente di natura economica. Gli emissari persiani a Venezia erano principalmente mercanti incaricati di commerciare in città per conto dello Scià, il quale forniva loro anche delle lettere in cui veniva debitamente espressa l'amicizia nei confronti del doge e della Repubblica.